# Puerto de Béjar
Puerto de Béjar è un comune spagnolo di 487 abitanti situato nella comunità autonoma di Castiglia e León.